# Sommer-Paralympics 2012/Teilnehmer (Kirgisistan)
| stlisierte Goldmedaille | stlisierte Silbermedaille | stlisierte Bronzemedaille |
| ----------------------- | ------------------------- | ------------------------- |
| —                       | —                         | —                         |

Kirgisistan entsandte zu den Paralympischen Sommerspielen 2012 in London einen männlichen Sportler.

## Teilnehmer nach Sportart

### Powerlifting (Bankdrücken)
| Athleten    | Wettbewerb       | Gewicht | Rang |
| Männer      |                  |         |      |
| Esen Kaliev | Klasse bis 52 kg | 141     | 10   |